# Saratoga (Band)
Saratoga ist eine spanische Heavy-Metal-Band, die 1992 in Madrid gegründet wurde.

## Geschichte
1992 beschlossen Jerónimo Ramiro und Niko del Hierro Saratoga zu gründen, da sie mehr Heavy Metal spielen wollten, da ihre damaligen Bands Barón Rojo und Santa nur Hard Rock spielten. Auf der Suche nach einem geeigneten Sänger und Schlagzeuger stießen sie auf Drummer Marcos Parra, welcher ein Bekannter von Jerónimo Ramiro war. Gemeinsam studieren sie im Oktober 1992 ihre ersten Songs ein, doch zwei Monate später verließ Marcos die Band auch schon wieder, da er sich mehr auf seine Arbeit in einem Orchester konzentrieren wollte und er keine Zeit mehr für die Band hatte. Kurz darauf machten sich Jerónimo und Niko wieder auf die Suche nach einem Sänger und Drummer. Nachdem sie sich einige Bewerbungen angehört hatten, beschlossen sie Antonio Dominguez und Joaquín Arellano in die Band aufzunehmen. Zusammen spielten sie ihre ersten Konzerte in kleineren Clubs gemeinsam mit Bands wie Medina Azahara und Rata Blanca.
Im Mai 1993 musste Antonio Dominguez die Band wieder verlassen und wurde durch Fortu Sanchez ersetzt, da der Rest der Band fand, dass Antonios Stimme nicht zu der Musik passte. Gemeinsam mit dem neuen Sänger wurden weitere Songs geschrieben und weitere Konzerte gespielt, bis die Band schließlich im Dezember 1994 mit der Madrider Plattenfirma Avispa einen Vertrag abschlossen. Im Oktober 1995 nahmen sie innerhalb einer Woche ihr selbstbetiteltes Debütalbum Saratoga auf, welches kurz darauf veröffentlicht wurde. Der große Erfolg blieb aus und auch das Album selbst war eher dem Hard Rock zuzuordnen, womit das eigentliche Ziel der Band Heavy Metal zu spielen verpasst worden war. Erst später wurde Saratoga in Europa und Japan beliebter und erreichte dann doch noch die ersehnten Verkaufszahlen. Im Juni 1996 wurde mit den Aufnahmen zum Tribut-Album Tributo begonnen, welches ein Tribut an die wichtigsten spanischen Hard-Rock-Bands der 1970er und 1980er Jahre darstellte. Es wurde anschließend im Oktober desselben Jahres veröffentlicht. Noch am Veröffentlichungstag verließ Sänger Fortu Sanchez aus beruflichen Gründen die Band und Gabriel Boente nahm seinen Platz ein mit dem die Band erstmals auf Tour ging.
Es folgte mit einer sieben-monatigen Verspätung das dritte Studioalbum Mi Ciudad, welches gute Verkaufszahlen erreichte und deutlich härter als die beiden Vorgänger war. Die Band spielte daraufhin weitere Konzerte und nahm an kleineren Veranstaltungen teil. Während dieser Zeit verschlechterte sich aber auch die Stimmung in der Band und so waren es Joaquín Arellano und Gabriel Boente, die die Band schließlich verließen. Die örtliche Presse berichtete kurz darauf von Trennungsgerüchten innerhalb der Band, doch in dieser Zeit arbeiteten Jerónimo Ramiro und Niko del Hierro hart daran, einen neuen Sänger und Schlagzeuger zu finden. Über die spanischen Medien gaben sie bekannt, dass sie nach solchen Musikern suchten und so meldeten sich schließlich mehrere Drummer und Sänger. 1998 wurde bekannt, dass Daniel Perez der neue Schlagzeuger von Saratoga war und im Frühling 1999 wurde dann auch Leo Jiménez als neuer Sänger genannt. Es folgte das vierte Studioalbum Vientos De Guerra, welches der Band großen Erfolg erbrachte. Sie tourten anschließend durch alle großen Städte Spaniens. Ein Höhepunkt der Band war 2000 ein Konzert beim Viña-Rock-Festival, bei dem über 5000 Fans zusammen mit der Band die Songs sangen, welches auf dem Live-Album Tiempes de Directo, das kurz darauf veröffentlicht wurde.
2001 spielte die Band weitere Konzerte und war schon wie im Vorjahr beim Viña Rock-Festival dabei. Anschließend nahm sich die Band Zeit für ihr fünftes Studioalbum Agotarás, welches am 1. März 2002 veröffentlicht wurde. Das Album war ein großer Erfolg und wurde von den Fans und den Medien gleichermaßen gut aufgenommen. 2003 erschien die erste Single der Band Heaven’s Gate, die in ganz Europa veröffentlicht wurde und im Gegensatz zu allen anderen Alben auf Englisch gesungen war. Kurz darauf kam ebenfalls die erste DVD A Morir auf den Markt, auf der sich exklusive Live-Aufnahmen und Interviews mit der Band befanden. Anschließend brachten sie im Jahr darauf ihre zweite DVD unter dem Namen 1992-2004 auf den Markt. Auf ihr befand sich Videomaterial aus den Anfängen der Band bis zum Jahre 2004 und stellte so eine komplette Bandbiographie dar. 2005 folgt ein weiteres Album namens Tierra de lobos, woraufhin Daniel Pérez die Band verlässt und durch Andy C. ersetzt wird.
Gemeinsam mit dem neuen Schlagzeuger folgte 2006 eine weitere Tour quer durch Spanien.
Im Jahre 2007 erfolgte die letzte große Umstellung im Line-up, als Leo Jiménez und Gründer der Band Jerónimo Ramiro Saratoga verlassen, woraufhin Tete Novoa den Gesang und Tony Hernando die Gitarre übernimmt. Mit dem neuen Line-up spielte die Band anschließend erstmals auch außerhalb Spaniens. Zudem nahmen sie das siebte Studioalbum auf, das aufgrund dessen VII genannt wurde. Das Album war neben der normalen Version auch als Limited Edition erhältlich, bei der neben der CD eine weitere DVD beilag, in der die Entstehung des Albums mitverfolgt werden konnte. 2009 erschien mit Secretos y Revelaciones das vorerst letzte Album der Band.

## Stil
Die Texte der Band sind, bis auf die der Single Heaven’s Gate, spanisch. Sie handeln von aktuellen Themen, religiösen Einstellungen oder Alltagssituationen.
Der Musikstil ist eine Mischung aus Latin Rock und Heavy Metal.

## Diskografie

### Studioalben
| Jahr | Titel                             | Höchstplatzierung, Gesamtwochen, AuszeichnungChartsChartplatzierungen (Jahr, Titel, Platzierungen, Wochen, Auszeichnungen, Anmerkungen) | Anmerkungen |
| Jahr | Titel                             | ES | Anmerkungen |
| ---- | --------------------------------- | --- | ----------- |
| 2005 | Tierra de lobos                   | ES32 (3 Wo.)ES |             |
| 2007 | VII                               | ES18 (3 Wo.)ES |             |
| 2009 | Secretos y revelaciones           | ES27 (3 Wo.)ES |             |
| 2012 | Nemesis                           | ES25 (3 Wo.)ES |             |
| 2016 | Morir en el bien, vivir en el mal | ES5 (5 Wo.)ES |             |
| 2018 | Aeternus                          | ES21 (3 Wo.)ES |             |
| 2021 | XXX                               | ES36 (1 Wo.)ES |             |

Weitere Studioalben
- 1995: Saratoga
- 1996: Tributo
- 1997: Mi Ciudad
- 1999: Vientos De Guerra
- 2002: Agotarás
- 2004: El clan de la lucha

### Livealben
- 2000: Tiempos de Directo (Doppel-CD)

### Singles
| Jahr | Titel Album   | Höchstplatzierung, Gesamtwochen, AuszeichnungChartsChartplatzierungen (Jahr, Titel, Album, Platzierungen, Wochen, Auszeichnungen, Anmerkungen) | Anmerkungen |
| Jahr | Titel Album   | ES | Anmerkungen |
| ---- | ------------- | --- | ----------- |
| 2003 | Heaven’s Gate | ES3 (11 Wo.)ES |             |

### Videoalben
- 2003: A Morir
- 2004: 1992-2004 (DVD+CD)